# Bulbophyllum codonanthum
Bulbophyllum codonanthum är en orkidéart som beskrevs av Rudolf Schlechter. Bulbophyllum codonanthum ingår i släktet Bulbophyllum och familjen orkidéer. Inga underarter finns listade i Catalogue of Life.